# Itambé (Paraná)
Itambé es un municipio brasileño del estado del Paraná, situado en la región metropolitana de Maringá. Tiene una población estimada, en 2021, de 6.110 habitantes.
Fue creado a través de la Ley Estatal n.º 4.245, de 25 de julio de 1960, e instalado el 30 de noviembre de 1961, siendo separado de los municipios de Marialva, Bom Sucesso y São Pedro do Ivaí.

## Geografía
Itambé está localizado en el gran bloque continental del Planalto do Tropp do Paraná que se extiende al oeste del río Tibagi, entre los ríos Paranapanema y Ivaí, hasta el río Paraná, y que es denominado Planalto de Apucarana.
Tiene un área de 243,82 km² representando el 0,1223 % del estado, el 0,0433 % de la región y el 0,0029 % de todo el territorio brasileño. Se localiza a una latitud 23°39′39″ sur y a una longitud 51º59'24" oeste, estando a una altitud de 428 m.

### Clima
El clima de Itambé puede ser clasificado como subtropical, con una temperatura mínima de 15 °C (en los meses de julio y agosto) y una máxima de 25 °C (en el mes de enero). La penetración de masa polar atlántica, durante el invierno o incluso a fines del otoño, provoca heladas frecuentes.

### Hidrografía
La red hidrográfica del municipio pertenece a la subcuenca del río Ivaí. Está constituida por el río Keller, arroyo Marialva, Agua Gilberto, arroyo Pinguim y arroyo Marisa, los cuales forman parte de los afluentes de la margen derecha del río Ivaí.

## Administración
- Prefecto: Vitor Aparecido Fedrigo
- Viceprefecto: Idefonso Machado